# Pauraquenattskärra
Pauraquenattskärra (Nyctidromus albicollis) är en fågel i familjen nattskärror med vid utbredning från Texas i USA till nordöstra Argentina.

## Kännetecken

### Utseende
Pauraquenattskärran är en 22–28 cm lång rätt långstjärtad nattskärra med långa rundade vingar. Kombinationen av ett ljust band över vingspetsarna och vitt i stjärten (sidorna hos hanen, enbart hörnen hos honan) är karakteristisk. På sittande fågel syns ljusbrun kind och smala ljusa fjäderspetsar på skapularerna. Två färgformer förekommer, en rostfärgad och en gråare. Flykten är fladdrig och studsande med djupa vingslag där vingarna reses högt över ryggen.

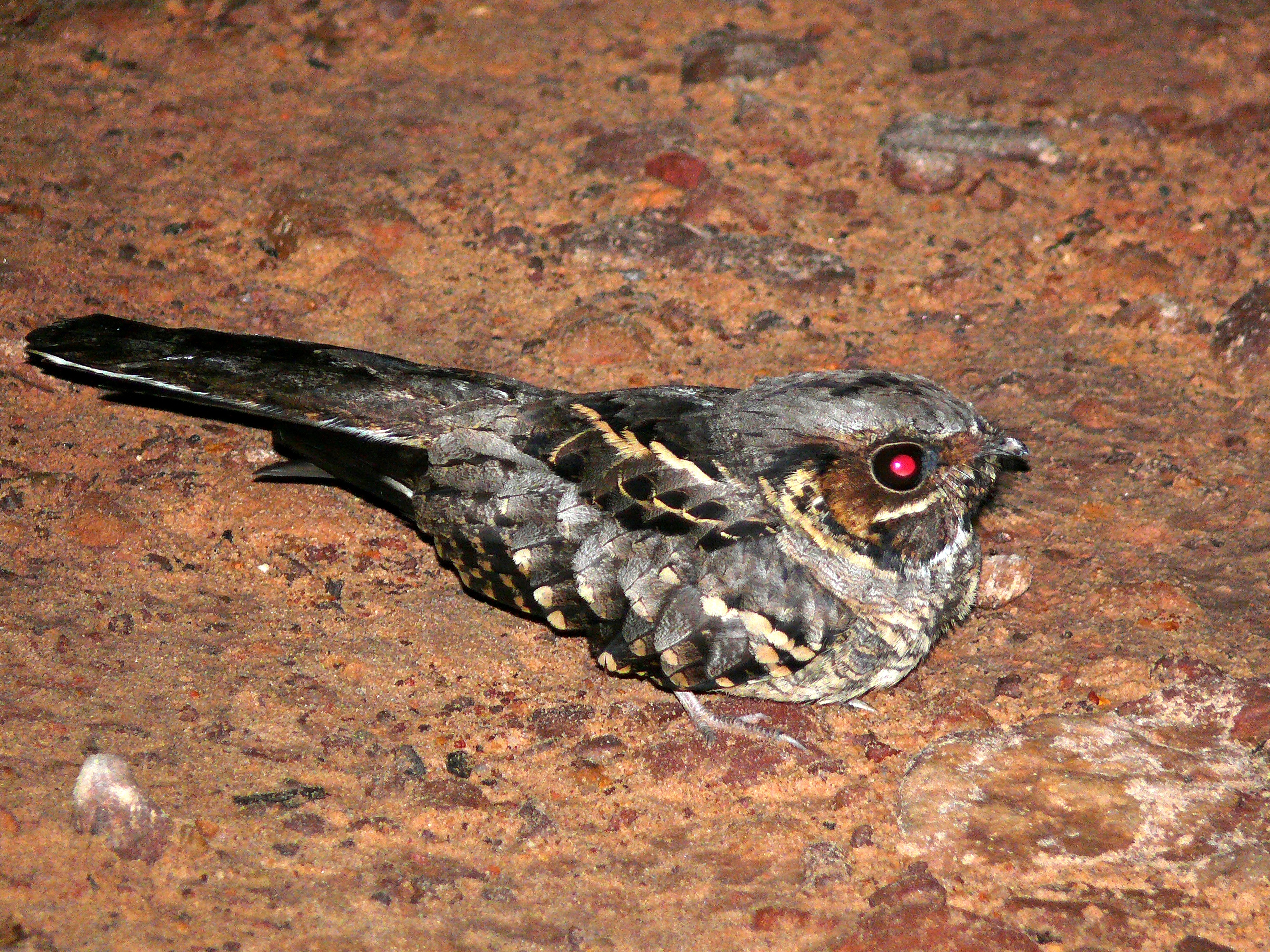

### Läten
Sången är ett strävt visslande, i engelsk litteratur återgiven som "poWIzheeeeeer" eller ett först stigande och sedan fallande "po po po po po po po pup purrEEyeeeeeeeerrrr". Vid uppflog hörs ett mjukt "quip".

## Utbredning och systematik
Pauraquenattskärra delas in i sju underarter med följande utbredning:
- Nyctidromus albicollis insularis – förekommer på Islas Marías utanför Mexikos västkust
- Nyctidromus albicollis  merrilli – häckar från Lower Rio Grande Valley till Tamaulipas, och övervintrar till Puebla
- Nyctidromus albicollis yucatanensis – förekommer från tropiska norra Mexiko till Belize, ön Cozumel och Guatemala
- Nyctidromus albicollis intercedens – förekommer från södra Guatemala till Costa Rica och västra Panama
- Nyctidromus albicollis gilvus – förekommer i Panama och norra Colombia
- Nyctidromus albicollis albicollis – förekommer från östra Colombia till Venezuela, Guyana, nordöstra Brasilien och norra Bolivia
- Nyctidromus albicollis derbyanus – förekommer från centrala och södra Brasilien till nordöstra Argentina

### Släktskap
Pauraquenattskärran behandlades länge som ensam art i släktet Nyctidromus, men genetiska studier har visat att sydamerikanska tumbesnattskärran, tidigare i Caprimulgus, är nära släkt och inkluderas numera i släktet.

## Levnadssätt
Pauraquenattskärran är som de flesta andra nattskärror nattlevande och födosöker genom att sitta på marken och flyga upp för att fånga förbipasserande insekter, sällan högre än tre meter ovan mark. Den hittas i öppna skogsområden i gläntor och skogsbryn eller utmed vattendrag. Den häckar mellan mars och juli i Texas, från slutet av mars till slutet av juni i Mexiko och från slutet av februari till juni i Panama.

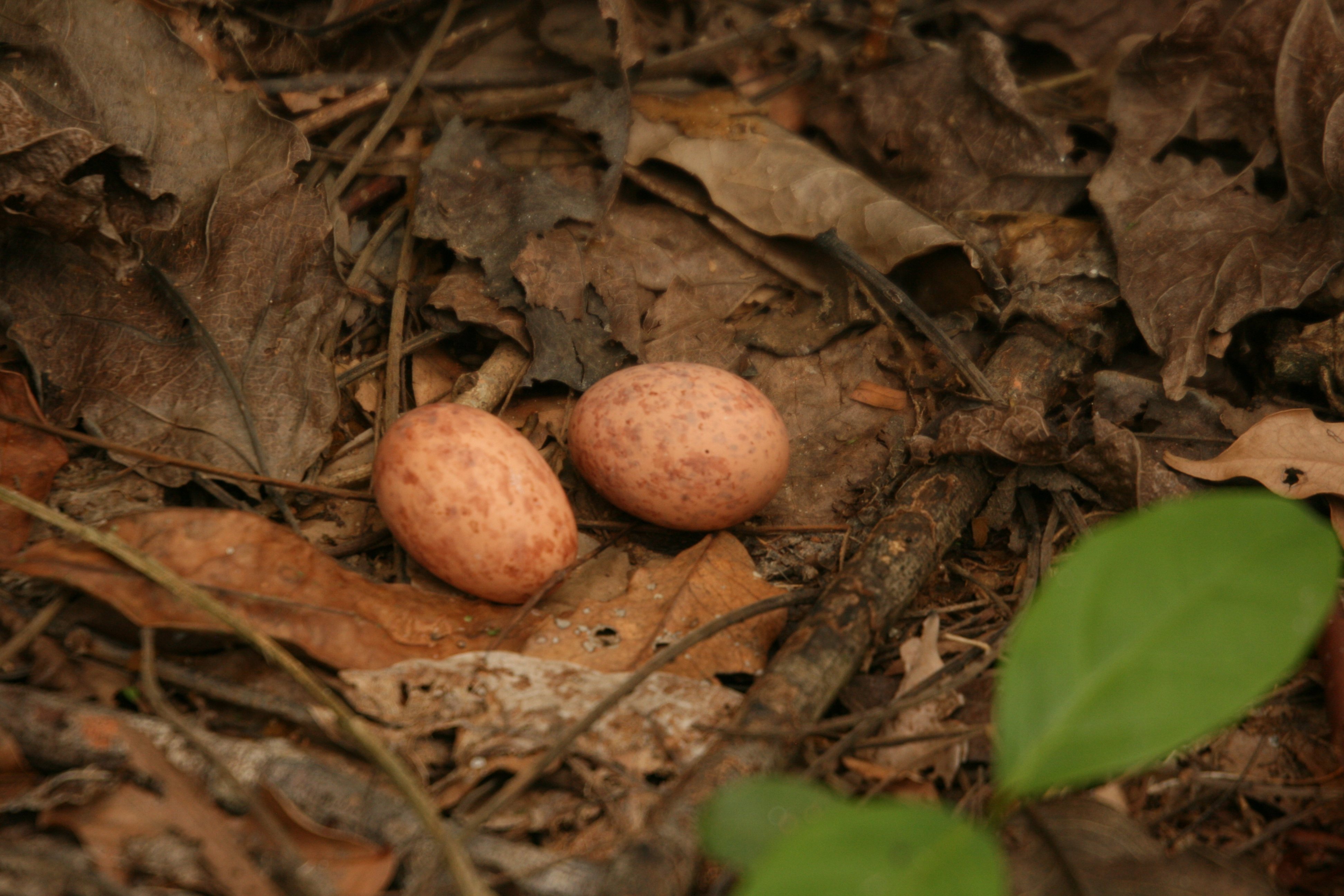
Bo och ägg.

## Status och hot
Arten har ett stort utbredningsområde och en stor population med stabil utveckling. Internationella naturvårdsunionen IUCN kategoriserar därför arten som livskraftig (LC). Världsbeståndet uppskattas till 20 miljoner vuxna individer.

## Namn
Pauraque är ljudhärmande. På svenska har arten även kallats azteknattskärra.